# Nicolas Daireaux
Nicolas François Charles Daireaux est un homme politique français né le 31 juillet 1759 à Gatteville-le-Phare (Manche) et décédé le 15 septembre 1836 à Cherbourg.
Enseignant, il occupe en chaire au lycée Charlemagne, à Paris. Conseiller général, il est député de l'Eure en 1815, pendant les Cent-Jours. Il quitte l'enseignement sous la Restauration.

## Sources
- « Nicolas Daireaux », dans Adolphe Robert et Gaston Cougny, Dictionnaire des parlementaires français, Edgar Bourloton, 1889-1891 [détail de l’édition]